# Hummock

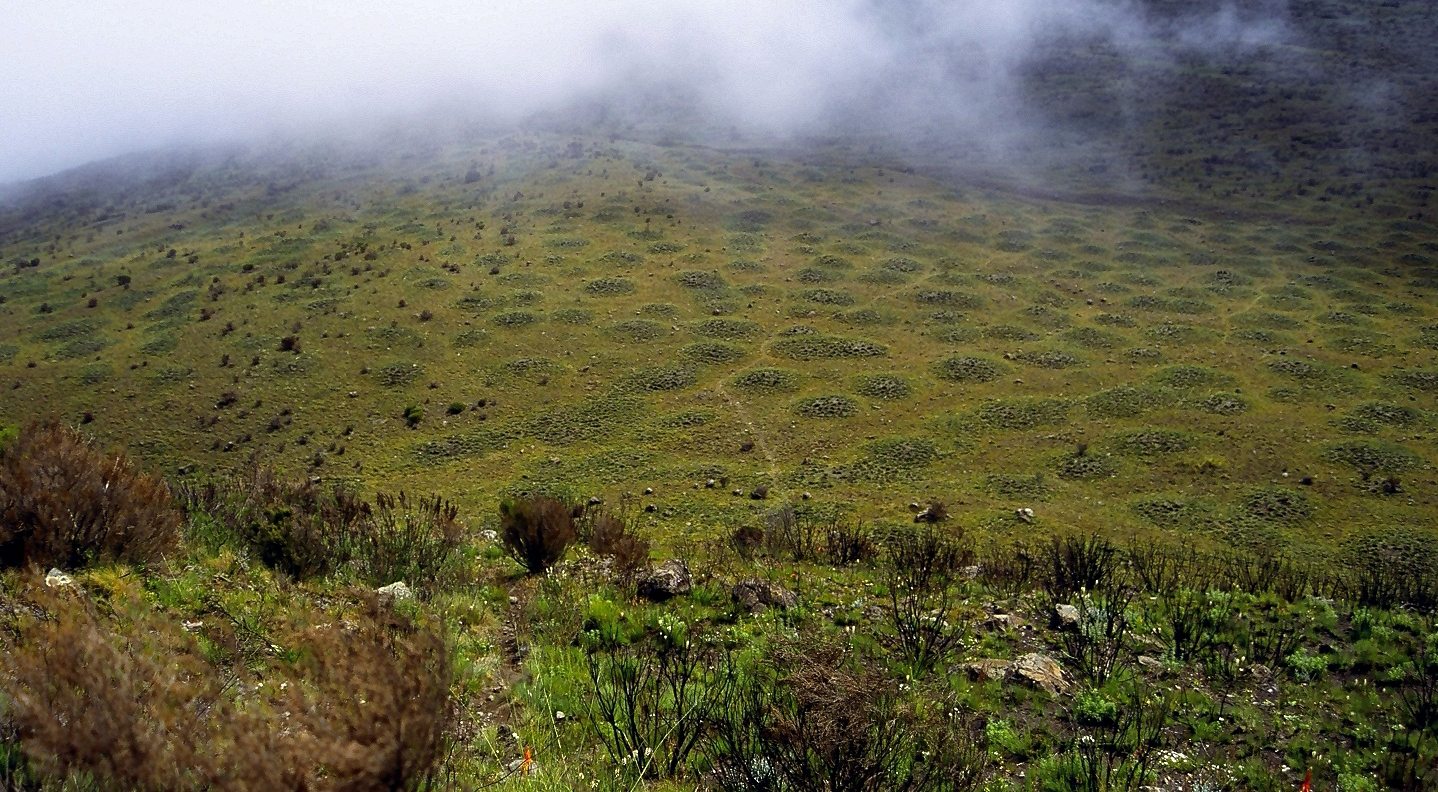
Hummocks terrestres de origen criogénico en el monte Kenia.

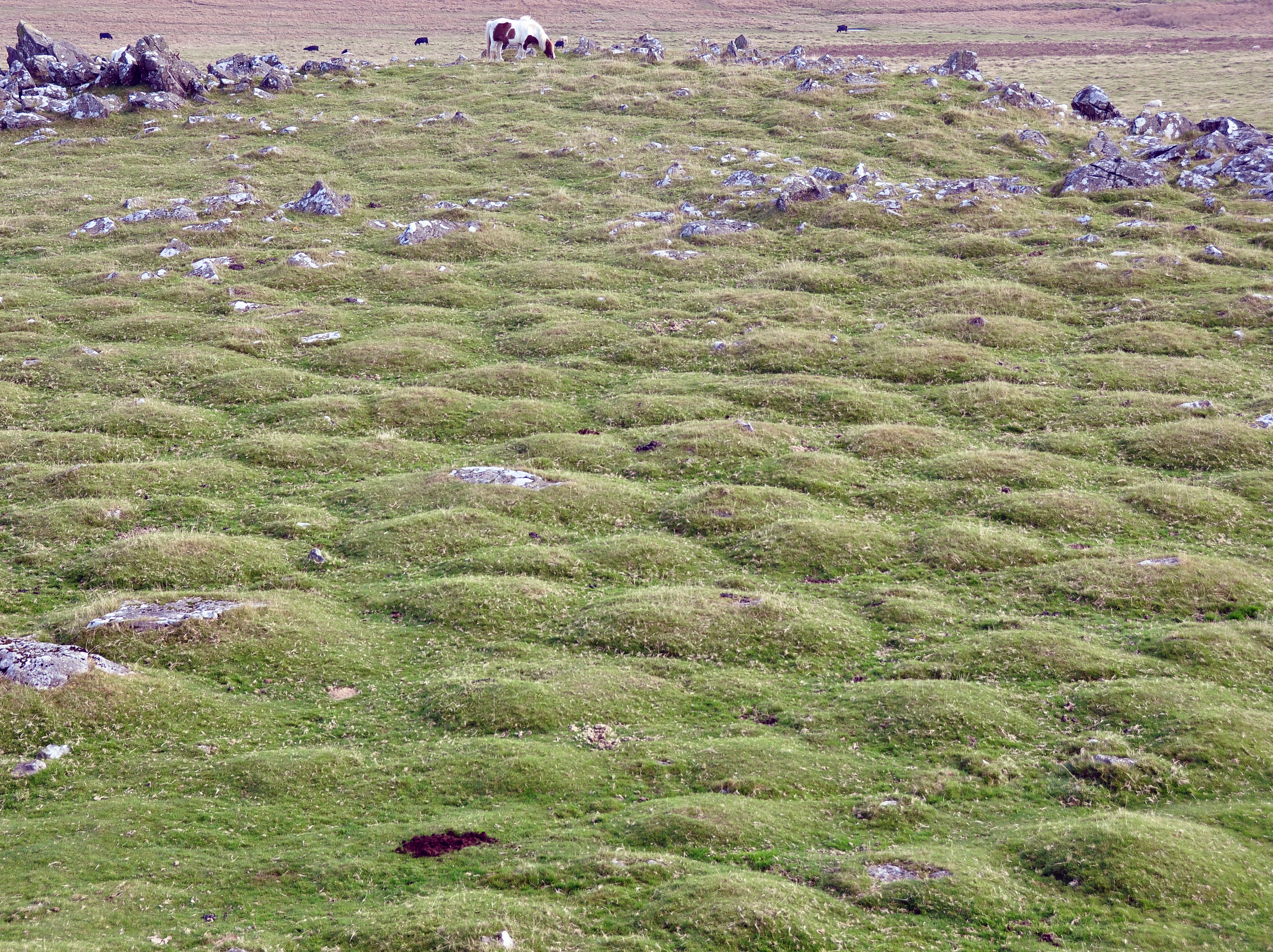
Hummocks cerca de la cima de Cox Tor, al oeste de Dartmoor, en Inglaterra.

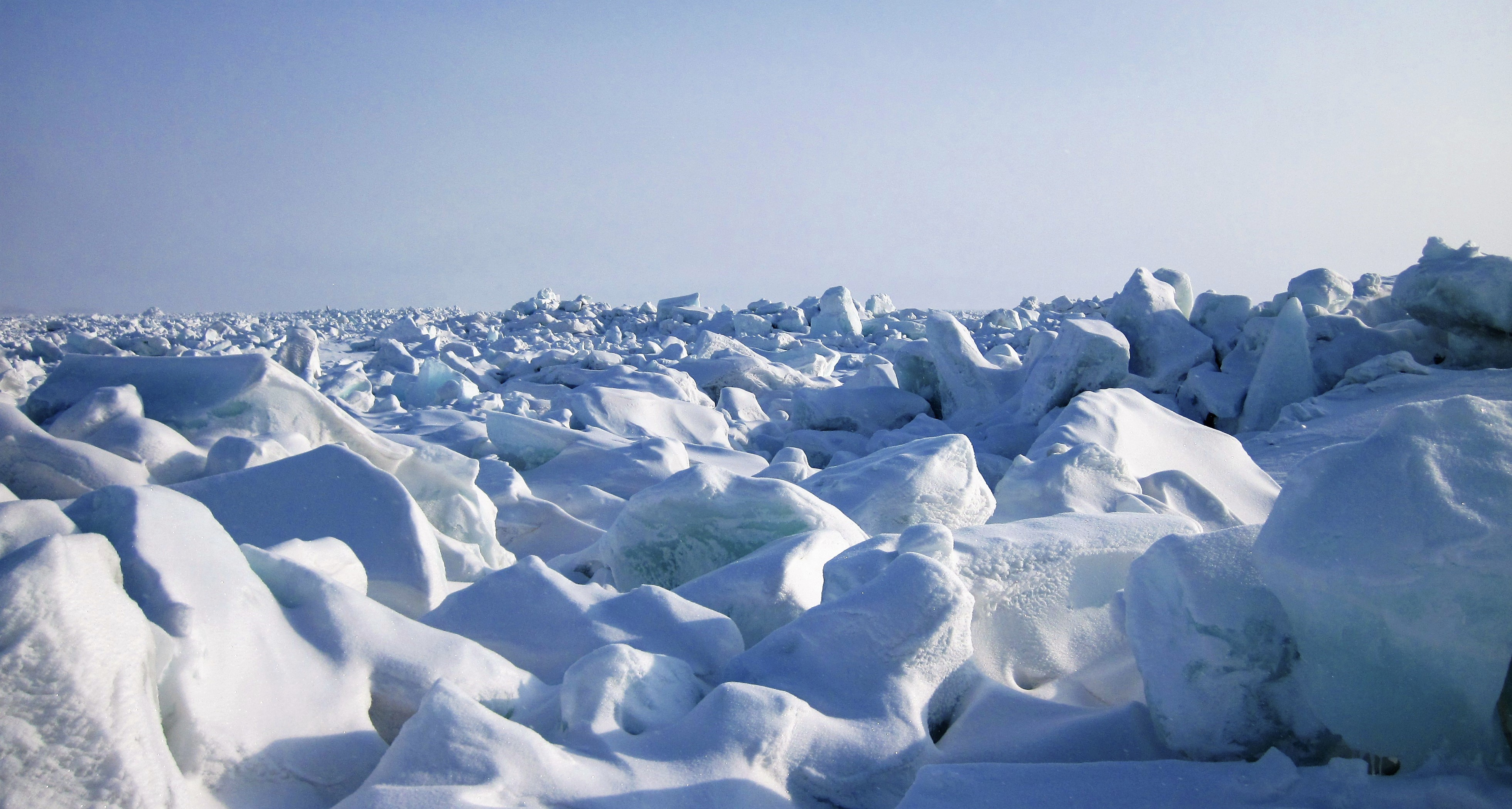
Hummocks de hielo en el mar de Láptev.

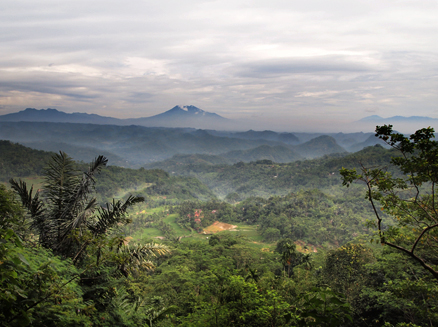
Vista de las diez mi colinas de Tasikmalaya en Indonesia, formadas por hummocks volcánicos creados por una avalancha de escombros del volcán Galunggung, que se aprecia en la lejanía.

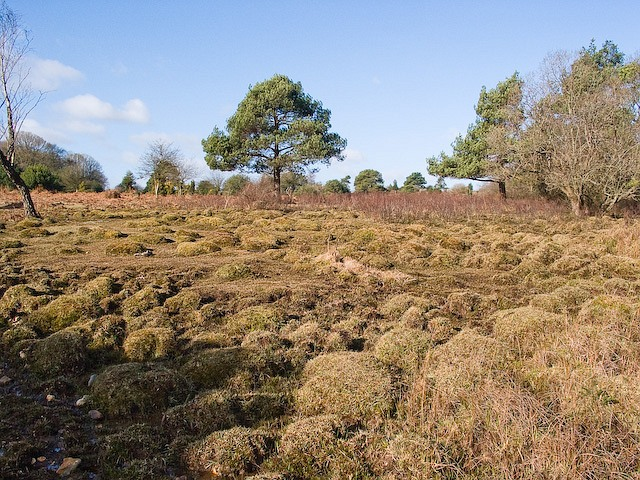
Hummocks en una antigua área pantanosa de New Forest, en Reino Unido.

Hummock es un término inglés para designar un pequeño montículo sobre el suelo. Aparecen en grupos y suelen tener menos de 15 m de altura. Su morfología y características pueden ser muy variables. Una superficie extremadamente irregular puede ser llamada hummocky.
Un hummock helado es un montículo de hielo redondeado que se alza por encima del nivel general de un campo de hielo. El hielo hummocky es causado por una presión lenta y desigual en el cuerpo principal del hielo, y por una estructura y temperatura desiguales en un periodo posterior. 

## Hummocks en la turba
Los hummocks en forma de crestas bajas del musgo de la turba seca normalmente forman parte de la estructura de ciertos tipos de turba elevada, como en los altiplanos de turba, del tipo palsa, con núcleos de permafrost que se encuentran por encima del círculo polar. Suelen alternar con depresiones húmedas poco profundas.

## Hummocks pantanosos
Conocidos como swamp hummocks en inglés, son montículos que se inician de forma típica sobre troncos caídos o ramas cubiertas de musgo que se elevan por encima del piso de los pantanos. Las zonas bajas entre hummocks se llaman en este caso hollows o vacíos. En el sudeste de EE UU se denominan hammock.

## Hummocks terrestres de origen criogénico
Reciben diversos nombres en América del Norte, entre ellos earth hummocks; en Groenlandia e Islandia se llaman thúfur, y en Fenoscandia, pounus. Aparecen en regiones de permafrost y en terrenos estacionalmente congelados. Suelen desarrollarse en terrenos de grano fino con vegetación ligera a moderada en áreas de poco relieve donde hay una humedad adecuada para alimentar los procesos criogénicos.

## Hummocks de escombros
Tienen un modelo de formación que no tiene nada que ver con el hielo. Están compuestos de escombros heteróclitos, que suelen reflejar la estructura de un antiguo relieve, sea volcánico o no. Pueden presentarse en grupos de cientos de colinas como las formadas por la erupción del monte Santa Helena de 1980 o las que componen las diez mil colinas de Tasikmalaya en Indonesia, nacidos de una erupción del volcán Galunggung hace 4200 años.
Las avalanchas de escombros son causadas por colapsos repentinos de grandes volúmenes de rocas desde el flanco de las montañas. Estos acontecimientos son de movimiento rápido, debidos a la gravedad y no necesariamente formados por elementos de reciente formación. Los depósitos resultantes de escombros se caracterizan porque los bloques se desprenden intactos de la montaña y donde se depositan son diferentes al estrato subyacente. Forman paisajes donde el volcán crea un anfiteatro con los hummocks en la ladera. En algunos casos, como en el monte Shasta, en California, el anfiteatro se ha llenado por una posterior actividad volcánica y solo han quedado a la vista los hummocks.